# Palacio de Justicia de Malabo
El Palacio de Justicia de Malabo es un edificio localizado en el sector Malabo II de la ciudad de Malabo, capital del país africano de Guinea Ecuatorial y en la isla de Bioko.
Posee 9000 metros cuadrados y fue inaugurado oficialmente en enero de 2013 para albergar a los jueces y magistrados de la ciudad de Malabo.